# Њујоршки плавци (10. сезона)
Њујоршки плавци је америчка телевизијска полицијска серија смештена у Њујорку која приказује унутрашње и спољашње борбе измишљене 15. станице на Менхетну.
Сезона 10 је емитована од 24. септембра 2002. до 20. маја 2003. године.

## Опис
У 10. сезони главне постава се није мењала и током исте сезоне се развила романтична веза између Сиповица и Макдауелове, која је изгледала мало вероватном.

## Улоге

### Главне
- Денис Франц као Енди Сиповиц
- Марк-Пол Госелар као Џон Кларк мл.
- Гордон Клап као Грег Медавој
- Хенри Симонс као Болдвин Џоунс
- Шарлот Рос као Кони Макдауел
- Бил Брочрап као ЛАП Џон Ирвин
- Гарсел Бјува-Нилон као ПОТ Валери Хејвуд
- Есаи Моралес као Тони Родригез
- Жаклин Обрадорс као Рита Ортиз

### Епизодне
- Ким Дилејни као Дајен Расел-Симон (Епизода 21)
- Џон Ф. О’Донохју као Еди Гибсон (Епизода 9)

## Епизоде
| Бр. у серији | Бр. у сезони | Наслов                      | Редитељ         | Сценариста                | Емитовање           |
| --- | ------------ | --------------------------- | --------------- | ------------------------- | ------------------- |
| 198 | 1            | О доле                      | Марк Тинкер     | Бил Кларк, Николас Вутон  | 24. септембар 2002. |
| Сиповиц и Кларк мл. крећу у хапшење осумњиченог за убиство, а Сиповиц завршава обарајући жену на под. Медавој и Џоунс приводе клинца Џозефа као осумњиченог који је претукао старију жену. Макдауелова долази код Сиповица у стан и пита да ли може да преноћи. Питају Теа јел може, а он каже да. Сиповиц и Макдауелова се осмехну једно другом док се Тео спрема за спавање. |              |                             |                 |                           |                     |
| 199 | 2            | Имате пошту                 | Марк Пизнарски  | Бил Кларк, Мат Олмстед    | 1. октобар 2002.    |
| Док одељење гледа фотографије Ивриновог новог Мерцедеса, Кларк мл. говори поручнику Родригезу да остаје активан у служби имплицирајући на убиство проститутке. Стиже позив од ФБИ-ја да је у суду подметнута бомба. Док детективи покушавају да евакуишу зграду, Ортизова и Макдауелова сведоче како писмо-бомба одлази у судијине одаје ширећи бели запаљиви прах. Док покушава да да Медавоју опис крадљивца кола, Болдвин види ауто на вестима у јурњави. Док је Ирвин гледао хорор, ауто му је украден. |              |                             |                 |                           |                     |
| 200 | 3            | Неко у орасима              | Мајкл Свајцер   | Бил Кларк, Џоди Ворт      | 8. октобар 2002.    |
| Сиповиц и Кларк мл. проналазе Рокија Мортона упуцануг у стану, једном у тело једном у главу, а пиштољ му је лежао са стране. Медавој и Џоунс долазе у радњу због пуцњаве где је власник јурио и можда упуцао Хиспано пљачкаша. Када се вратила у станицу, Ирвин је рекао Макдауеловој да ју је сестра звала. |              |                             |                 |                           |                     |
| 201 | 4            | Наћи ћемо се у парку        | Џеси Бочко      | Грег Плеџмен              | 15. октобар 2002.   |
| Сиповиц и Кларк мл. одговарају на позив када је 5-огодишња Клер нестала из парка. Макдауелова и Ортизова проналазе тело у Западном Бродвеју, а ускоро им се придружују Медавој и Џоунс. |              |                             |                 |                           |                     |
| 202 | 5            | Смрт бициклом               | Џејк Полтро     | Бил Кларк, Кит Иснер      | 22. октобар 2002.   |
| Сиповиц и Кларк мл. примају позив због тела у Стивсенту, момка Нејтана Емерија. Макдауелина сестра се умрла на порођају и родила је бебу месец дана раније. Сиповиц хапси Кониног зета Френка због убиства Конине сестре Мишел. |              |                             |                 |                           |                     |
| 203 | 6            | Молити се богу              | Марк Тинкер     | Бил Кларк, Том Шентгиорги | 29. октобар 2002.   |
| Џоунс и Медавој се налазе са Ортизовом и Макдауеловом због фаталног пуцања у полицајца. У међувремену Кларк у једном стану у једној згради проналази мртваца и дечака Роберта ДуПрија, који је видео убице. |              |                             |                 |                           |                     |
| 204 | 7            | Чизме                       | Марк Тинкер     | Бил Кларк, Грег Плеџмен   | 12. новембар 2002.  |
| Када су се Сиповиц и Тео пробудили јутрос, Тео је питао да ли ће видети Кони опет. Медавој и Џоунс примају позив због мртве жене, Карле Мортон, која је пронађена мртва у вешерници. |              |                             |                 |                           |                     |
| 205 | 8            | Одувај звонце               | Марк Пизнарски  | Бил Кларк, Николас Вутон  | 19. новембар 2002.  |
| Поручник Родригез је дошао на посао раније, а онда је Анђела дошла са кафом и завела га. Кларк мл. и Макдауелова истражују младу девојку са две ране на глави. |              |                             |                 |                           |                     |
| 206 | 9            | Полупепео                   | Стивен ДеПол    | Бил Кларк, Мат Олмстед    | 26. новембар 2002.  |
| Сиповиц и Кларк мл. стижу на место злочина у једном малом стану где је радница Карла Соломон, радница Социјалне службе, пронађена упуцана у главу. Медавој и Џоунс приводе Кели која не зна ништа о убици. |              |                             |                 |                           |                     |
| 207 | 10           | Здрав тренутак Макдауелове  | Тавна МекКирнан | Бил Кларк, Џоди Ворт      | 10. децембар 2002.  |
| Заједно са Ирвином, Сиповиц и Тео се опраштају од старог стана и усељавају се код Макдауелове. |              |                             |                 |                           |                     |
| 208 | 11           | Не шалим се                 | Џо Ен Фогл      | Бил Кларк, Том Шентгиорги | 7. јануар 2003.     |
| Кларк мл., Сиповиц, Медавој и Џоунс долазе на посао и проналазе тамо Лолина. Ортизова пита Ирвина хоће ли да јој помогне да направи изненађење за Кларка мл. |              |                             |                 |                           |                     |
| 209 | 12           | Ухапшени догађај            | Џеси Бочко      | Бил Кларк, Кит Иснер      | 14. јануар 2003.    |
| Жена коју нико није волео је пронађена претучена на смрт у свом станицом са хилти бушилицом поред себе. Енди и Кларк мл. су увредили њеног мужа који се вратио на посао одмах после сахране и немају ништа против њега. Грег и Болдвин истражују смрт момка који је био добрица. |              |                             |                 |                           |                     |
| 210 | 13           | Дно горе                    | Дона Дич        | Бил Кларк, Грег Плеџмен   | 4. фебруар 2003.    |
| Енди одлази на задатак да би доказао да је позорник Ед Лолин подметнуо хероин који је запленио недељу дана раније. |              |                             |                 |                           |                     |
| 211 | 14           | Смеј се све до клинике      | ЏоЕн МекКул     | Бил Кларк, Сони Постиљоне | 11. фебруар 2003.   |
| Енди и Кони долазе на место злочина где је Ед Лолин изигравао као да су сви колеге, али га је Енди избацио одатле. Жена која је покушавала да извуче женске чланове из живота банде је убијена, а Ортизова се усресређује на рањиву девојку чији је дечко можда умешан. |              |                             |                 |                           |                     |
| 212 | 15           | Травестит ти је узео пиштољ | Рик Валас       | Бил Кларк, Ерик Роџерс    | 18. фебруар 2003.   |
| Домаћи проблеми почињу да отежавају Ендију и Кони, а Енди толико изиритиран послом и бриги одеци, почиње да се пита да ли ће му ЛАП Џон вратити његов стари стана назад. Енди добија нови поглед на случај. |              |                             |                 |                           |                     |
| 213 | 16           | Гола буђења                 | Марк Тинкер     | Бил Кларк, Мат Олмстед    | 25. фебруар 2003.   |
| Џулијан Писано, полу-помоћни полу-беспомоћни цинкарош из 9. сезоне, је упуцан и рањен током онога што он зове крађа кола, али Енди и Кларк мл. не верују у ту причу. Кони и Рита добијају случај када је жени украдено 100 долара на сред улице, а она постаје невероватно досадна када се жали вишем нивоу НЈПО-а јер јој новац није враћен. |              |                             |                 |                           |                     |
| 214 | 17           | На зиду                     | Џон Хејмс       | Бил Кларк, Николас Вутон  | 8. април 2003.      |
| Док је истраживао убиство дилера дроге, Болдвин завршава у пуцњави са осумњиченим која се завршава када је 13-огодишњак упуцан и убијен. Полицајци откривају да је Болдвин испалио фатални хитац. У међувремену, Рита и Кони имају проблем са два полицајца који су ратоборну пијандуру пустили уместо да га ухапсе. |              |                             |                 |                           |                     |
| 215 | 18           | Војнички живот              | Метју Пен       | Бил Кларк, Џоди Ворт      | 15. април 2003.     |
| Однос између Кларка мл. и Рите су још затегнутији када су раскинули, што доводи до смешно/тужних тренутака на последњем случају када је Кларк мл. рекао "Умри, курво!", а сви су њега и Ортизову погледали као хорор. ПОТ Хејвуд говори Болдвину да прима претеће порука и мисли да јој их шаље дилер дроге кога је осудила раније. |              |                             |                 |                           |                     |
| 216 | 19           | Упознајте бабу и деду       | Џејк Полтро     | Бил Кларк, Грег Плеџмен   | 29. април 2003.     |
| Док се Енди и Кони припремају за завршавање усвајања бебе Мишел, мајка и отац Френка Колахана се појављују. У међувремену, Нигеријски имигрант је убијен, а испало је да је био муж који је радио од јутра до мрака. Болдвинове претње дилеру дроге од пре неколико недеља нису утицале на њега када је Валери Хејвуд претучена на улици. |              |                             |                 |                           |                     |
| 217 | 20           | Можда беба                  | Боб Доерти      | Бил Кларк, Кит Иснер      | 6. мај 2003.        |
| Грег Медавој долази у центар пажње и на случају и у личним областима. Ово не утиче добро за Грега јер одељење не може да нађе ништа против Колаханових родитеља јер борба за старатељство не иде Ендију и Кони на руку. |              |                             |                 |                           |                     |
| 218 | 21           | Јо, Адриан                  | Керол Бенкер    | Бил Кларк, Том Шентгиорги | 13. мај 2003.       |
| Кротка и плашљива млада жена је пронађена мртва у свом стану. Однос Кларка мл. са др. Џен Девлин се загрејава с' времена на време, што иритира његову бившу Риту Ортиз. Енди тражи помоћ од Дајен Расел када њему и Кони адвокат каже да борба за старатељство не иде добро. Напомена: Појава Дајен Расел. |              |                             |                 |                           |                     |
| 219 | 22           | 22 заношења                 | Марк Тинкер     | Бил Кларк, Мат Олмстед    | 20. мај 2003.       |
| Корејски и Пакистански имигрант и Арапин су побијени. Рити Ортиз пуца филм кад је видела да је др. Девлин довезла Кларка мл. на место злочина и касније је рекла поручнику Родригезу да жели премештај из одељења. Капетан Фрејкер се вратио са претњама за Ендија и поручника Родригеза због наводне неправде. |              |                             |                 |                           |                     |